# یواس‌اس الماسدا (اس‌پی-۱۰۹)
یواس‌اس الماسدا (اس‌پی-۱۰۹) (به انگلیسی: USS Elmasada (SP-109)) یک کشتی بود که طول آن ۶۶ فوت (۲۰ متر) بود. این کشتی در سال ۱۹۰۹ ساخته شد.